# Огузели
Огузели (тур. Nurdağı) — город и район в провинции Газиантеп (Турция), в настоящее время является частью города Газиантеп.

## История
Люди жили в этих местах с доисторических времён. В XVI веке султан Селим I завоевал эти земли и включил их в состав Османской империи. В 1946 году находившийся здесь город Кызылхисар был переименован в Огузели.